# مسجد حاجي الأكبر (فضولي)
مسجد حاجي الأكبر (بالأذرية: Hacı Ələkbər məscidi) ،بالإنجليزية: Haji Alakbar Mosque): كان مسجدًا أذربيجانيًا يقع في فضولي، أذربيجان. تم بناء مسجد حاجي الأكبر في 1890 من قبل المهندس المعماري الشهير في ذلك الوقت كربلايى سافي خان قاراباغي، الذي قام أيضًا ببناء مسجد يوخاري غوهار آغا ومسجد أشاغي جوهر آغا في شوشا، ومسجد الجمعة في أغدام، والمساجد في قريتي هوراديز وقوشاحمدلي، ومسجد التتار في أوديسا، أوكرانيا، ومسجد قباباغليلار في عشق آباد، تركمانستان. يعد هذا المعلم المعماري الإسلامي من بين 300 معلم ديني في قره باغ ويشتهر ببنيته إلى جانب مسجد غياث الدين الذي يقع أيضًا في فضولي. احتلت القوات الأرمينية مدينة فضولي ومسجد حاجي الأكبر في 1993، ولم تكن حالته معروفة أثناء الاحتلال. ومع ذلك، بعد استعادة المدينة من قبل أذربيجان، وجد أنه مدمر.